# Tiny Toon Adventures: Wacky Sports Challenge (SNES)
Tiny Toon Adventures: Wacky Sports Challenge — видеоигра для Super Nintendo по мотивам мультсериала Tiny Toon Adventures. Была разработана и издана в 1994 году компанией Konami.

## Содержание игры
Действия в игре начинаются с появления в газете объявления об открытии спортивного фестиваля Монтаны Макса, где победитель получит один миллион долларов. Бастер Банни, Бэбс Банни, Плаки Дак и Диззи Девил решили поучаствовать и побороться за этот миллион. Бастер объявил, что он должен выиграть этот фестиваль, поскольку он лучший спортсмен, Бэбс сказала, что с этим миллионом она сможет открыть собственный театр, Плаки решил, что с миллионом он сможет стать кандидатом в президенты, а Диззи подумал, что с миллионом он сможет каждый день устраивать вечеринки, где полным-полно еды. После этого герои отправились на фестиваль, где и надеются выиграть фестиваль и заработать главный приз.

## Игровой процесс
Героев ждёт нелёгкая борьба, поскольку им придётся бороться на четырёх уровнях (лёгкий, обычный, тяжёлый и сверх), в которых девятнадцать видов спорта. Чем выше уровень, тем сложнее виды спорта, жёстче требования и меньше времени на их выполнение. Для начала нужно выбрать двух героев, поскольку одиночный режим игрой не предусмотрен. Все герои одинаковы по своим техническим характеристикам. После этого, Хэмптон Пиг кратко расскажет о виде спорта, в котором нужно поучаствовать и будут показаны очки, увеличивающиеся при повышении уровня, которых необходимо достигнуть. Важно, что бы хотя бы один игрок набрал данное количество очков (а не в сумме с другим). Если в виде спорта имеются две попытки, то можно попробовать набрать очки со второй попытки, если первая потерпела неудачу. Если сумма двух попыток будет равна или больше нужных очков, то игрок также допускается к последующим видам соревнований. Если игроки не набирают нужное количество очков, они теряют один кредит. После потери трёх кредитов, игроки начинают играть с начала уровня.

## Виды спорта в уровнях

### Лёгкий

#### Попади в Макса
Самый лёгкий вид спорта в этом фестивале. В этой игре нужно стараться попадать мороженым по знакам Монтаны Макса, дающих 10 очков и не попадать по знакам запрещения, отнимающих 30 очков. Иногда будет попадаться Элмайра, за которую дадут 10 очков. Нужно стараться делать линию, то есть попадать по знакам, и стараться, что б по ним не попадали другие. За первый знак Макса в линии дадут 10 очков, за второй — уже 20, за третий — 30 и т. д. Больше 50 сделать не получиться. Линия прервётся, как только кто-нибудь попадёт по знаку. Необходимое количество очков для квалификации — 250. Таймер установлен на 60 секунд.

#### Стометровка
Довольно несложный вид спорта. В игре нужно пробежать сто метров, собрать как можно больше звёздочек и не упасть в обрыв. Для того что бы разогнаться, нужно растягивать собой резинку, прикреплённую к двум шестам (напоминает рогатку) и достаточно разогнавшись помчаться как вихрь. В левом верхнем углу есть круг разгона, в котором есть два указателя. Один расположен внизу, другой движется по кругу. Чем быстрее нажимать на кнопки, тем быстрее раскручивается указатель, который меняет свой цвет. Если два указателя будут соприкасаться с друг другом, а круг будет красным, скорость сделается максимальной и персонаж после попытки остановится, проедет больше метров, чем при любой другой скорости. В этом виде спорта две попытки. Звёздочек всего 40, за каждую дают по 10 очков, то есть максимальное количество очков в одной попытке 400. Очки обнуляются при падении в пропасть. Необходимое количество очков для квалификации — 250. Время на раскрутку — 30 секунд.

#### Тяжёлая атлетика
Вид спорта посредственной сложности (на лёгком — несложный, на остальных — сложный). Нужно поднять и выбросить штангу и по возможности сделать это первым, чтобы заработать дополнительные очки. Точно также нужно раскручивать круг силы. Чем ближе два указателя друг к другу, тем выше игрок поднимет штангу. Эффективно также сделать так чтобы цвет круг был красным, но и указатель будет крутиться сильнее. Если несколько игроков выбросят штангу (если хотя бы один из этих игроков — под управлением человека), то даётся вторая попытка. Во время этой попытки, первый выбросивший штангу считается победителем. Если только игрок выбросил штангу, то ему дадут 15 секунд на получение дополнительных очков. Необходимое количество очков для квалификации — 100. Таймер установлен на 40 секунд.

#### Дискобол
Вид спорта, в котором проверяется меткость и точность. Нужно раскрутить указатель, и стараться что бы он попал в заштрихованную область, которая занимает одну треть круга.
Вместе с указателем раскручивается и игрок. Если заштрихованная область станет красной, игрок будет раскручиваться как вихрь. Если указатель попадёт в заштрихованную область, можно изменить угол, но не стоит переусердствовать, поскольку бросок может выполнить на смехотворное расстояние, либо вообще не выполниться. Если указатель не попал в заштрихованную область, то диск попадёт либо в экран, либо в ограждения, либо на трибуны, где обязательно подобьёт Каламити Койота. Бросок не засчитывается. Как только игрок перестанет раскручиваться, он теряет одну попытку. Попыток всего две. Необходимое количество очков для квалификации — 250. Ограничений во времени нет.

#### Бег с препятствиями
Сложный вид спорта с массой препятствий. Здесь нужно не только бегать, а также прыгать. Нужно будет перепрыгивать через стойки, ямы, оббегать скалы, не задевать задний кран экрана, не попадать в реку и не попадаться в руки Элмайре, которая гарантировано задержит игрока на некоторое время и заставит задеть задний кран экрана, за что снимут 30 очков. За задетую стойку снимут 10 очков, за попадание в яму — 30 очков. Задев задний край экрана — штраф 30 очков. По пути будут разбросаны бонусы: морковки, изумруды, монеты и куски мяса. За чужой бонус добавят 10 очков. За свой бонус (Бастер — морковка, Бэбс — изумруд, Плаки — монета, Диззи — кусок мяса) дадут 30 очков. Необходимое количество очков для квалификации — 200. Ограничений во времени нет.

#### Полёт
Лёгкий вид спорта. Каждый игрок начинает своё путешествие на вагонетке. У каждого из героев есть уникальное средство полёта: у Бастера — искусственные крылья, у Бэбс — метла, у Плаки — собственные крылья, у Диззи — парашют. Эти приспособления ничем ни отличаются друг от друга. После разгона вагонетки игрок полетит на своём средстве полёта. Очки будут уменьшаться каждую секунду, начинаясь с 500. Сначала нужно погасить штрафные очки. Их у игрока 200. Для этого нужно ловить шарики, которые пускает самолёт. Цена за шарики: за красный погасится 10 очков, за жёлтый — 30 очков, за зелёный — 50 очков. После погашения штрафных очков игрок зацепится за самолёт, который должен привезти игрока к дому Монтаны Макса. Игрок должен направит своё средство точно в дом, чтобы скинуть на дом 16-тонный груз. Если это произойдёт игроку добавятся дополнительные 200 очков плюс 100 очков за разрушение дома. Если наковальню отобьёт питбуль Арнольд, либо игрок не попадёт в дом, дополнительных очков он не получает. Необходимое количество очков для квалификации — 300. Время — очки, уменьшающиеся, начинаясь с 500.

### Обычный

#### Лыжный спорт
В этой игре нужно добраться до финиша и хотя этот спорт напоминает бег с препятствиями, он намного легче. В этом виде спорта игрока двигаются к низу экрана. Здесь также масса препятствий: сугробы, пропасти, да и соперники толкаются. Но объезжать и перепрыгивать эти препятствия легче. По пути будут встречаться флажки, каждый даст 10 очков, падение в пропасть отнимет 30 очков. Необходимое количество очков для квалификации — 300. Ограничений во времени нет.

#### Стометровка
Отличается от игры на лёгком тем, что необходимое количество очков для квалификации повысилось до 300, а время на раскрутку понизилось до 27 секунд.

#### Попади в Макса
Отличается от игры на лёгком тем, что необходимое количество очков для квалификации повысилось до 350, время по-прежнему 60 секунд.

#### Прыжки с шестом
Весь смысл этого вида спорта заключается в том, чтобы прыгнуть с шестом на как можно большее расстояние, собрав как можно больше звёздочек (каждая даст 10 очков) и приземлиться на маты. Для начала герою нужно пробежать 100 метров с шестом. После этого нужно воткнуть шест в круг на финише. Не попав в круг игрок теряет одну попытку. Чем ближе к краю круга будет воткнут шест и чем больше угол развёртки, тем выше улетит игрок. Чем ближе к центру кругу будет воткнут шест и чем меньше угол развёртки, тем дальше улетит игрок. В первом случае есть опасность не долететь до матов, во втором — перелететь их. И в том, и в другом случае игрок теряет заработанные им звёздочки в данной попытке. Попыток всего две. Порой гораздо эффективней прыгнуть как можно выше, ведь таким образом можно заработать дополнительные очки, которые могут показаться более желанной добычей. Но с другой стороны есть опасность не долететь до матов. В правом верхнем углу имеется стрелка, которая указывает в какую сторону нужно лететь. Если стрелки нет, игрок летит точно на маты. Необходимое количество очков для квалификации — 300. Ограничений во времени нет.

#### Тяжёлая атлетика
Отличается от игры на лёгком тем, что необходимое количество очков для квалификации повысилось до 450, время по-прежнему 40 секунд. С таким раскладом, нужно обязательно выбросить штангу (что не обязательно на лёгком) и по возможности сделать это первым.

#### Дискобол
Отличается от игры на лёгком тем, что необходимое количество очков для квалификации повысилось до 300, а заштрихованная область занимает менее одной четверти круга.

#### Бег с препятствиями
Отличается от игры на лёгком тем, что необходимое количество очков для квалификации повысилось до 350, дистанция стала жёстче, а в качестве противников выступает не только Элмайра, но и Монтана Макс, едущий на вездеходе и бросающий бомбы.

#### Прыжки с тарзанки
Самый интересный вид спорта. Игрок находится в машинке, подвешенной высоко под потолком. В любой момент он может прыгнуть с тарзанки вниз на игровое поле. После приземления игрок получает некие призовые секунды, в течение которых он может находиться на игровом поле и собирать сектора. После истечения этих секунд, игрок летит обратно к машинке и может снова прыгнуть вниз. Секторов достаточно много: сектора 10 и 30 дадут соответственно 10 и 30 очков, сектор speed даст прибавку к скорости и персонажем будет трудно управлять, но зато и добраться до очков будет быстрее, сектор extend прибавит призовые секунды, а сектор loss — отнимет их. Сектор с изображением Монтаны Макса, вызовет Монтану Макса, который переедет игрока бульдозером, и выведет из строя на 10 секунд, сектор с изображением Элмайры вызовет Элмайру, которая зацелует игрока на 10 секунд. И в том и в другом случае тратятся только обычное время, призовое остаётся на том же уровне, что и было до взятия сектора. Сектор со знаком вопроса даст случайный бонус (хороший или плохой). Необходимое количество очков для квалификации — 550. Время — 100 секунд.

### Тяжёлый

#### Рубка
Предлагается рубить деревья. Для этого у каждого из героев имеется топор. Также как и во многих видах спорта здесь имеется круг силы с двумя указателями. Чем ближе друг к другу будут указатели, тем больший кусок дерева отрубится. Эффективно чтобы круг был красным, но тогда соприкоснуть два указателя вместе будет трудно, поскольку указатель вертится очень быстро. Необходимое количество очков для квалификации — 250. Время — 40 секунд.

#### Стометровка
Отличается от игры на обычном тем, что необходимое количество очков для квалификации повысилось до 350. Время на раскрутку вновь понизилось, и теперь составляет 23 секунды.

#### Плавание
Очень лёгкий вид спорта. Игрок придётся проплыть дистанцию, избегая акул. Также нужно собирать бонусы: морковки, изумруды, монеты и куски мяса. За чужой бонус добавят 10 очков. За свой бонус (Бастер — морковка, Бэбс — изумруд, Плаки — монета, Диззи — кусок мяса) дадут 20 очков. Иногда будут попадаться звёзды, которые дадут град своих бонусов, тому, кто взял звезду. Следует отметить, что дыхание не бесконечное, уменьшается, начиная со 100 единиц, так что игрок периодически должен пополнять воздух, выплывая на поверхность, либо ловя пузыри. Потерявший дыхание игрок, штрафуется на все очки, встретившийся с акулой — на 60 очков. После встречи с акулой бонусы вываливаются и игрок может заново подобрать их. Иногда игрока может снести волна. В плане очков это безопасно. Необходимое количество очков для квалификации — 400. Ограничений во времени нет.

#### Дискобол
Отличается от игры на обычном тем, что необходимое количество очков для квалификации повысилось до 350. Заштрихованная область такая же как и на нормальном.

#### Тяжёлая атлетика
Отличается от игры на обычном тем, что необходимое количество очков для квалификации повысилось до 550, время по-прежнему 40 секунд. С таким раскладом, нужно обязательно выбросить штангу (что не обязательно на лёгком) и по возможности сделать это первым.

#### Прыжки с тарзанки
Отличается от игры на обычном тем, что необходимое количество очков для квалификации повысилось до 600, время по-прежнему — 100 секунд.

#### Удар молотом
Нужно ударить молотом по ударнику, чтобы ракета улетела, как можно дальше. В игре имеется круг силы. Правила обычные: два указателя как можно ближе друг к другу, цвет — красный. После такого состояния, ракета улетит дальше, но не факт, что удачно, поскольку ракета может взорваться, её могут подбить кометы и метеориты. Попыток — две. Необходимое количество очков для квалификации — 700. Время на раскрутку — 15 секунд.

#### Прыжки с шестом
Отличается от игры на обычном тем, что необходимое количество очков для квалификации повысилось до 400.

#### Бег с препятствиями
Отличается от игры на обычном тем, что необходимое количество очков для квалификации повысилось до 400, а дистанция стала жёстче.

#### Полёт
Отличается от игры на лёгком тем, что необходимое количество очков для квалификации повысилось до 450, штрафных очков, которые нужно погасить уже 250, самолёт бросает шары с большей скоростью. Время по-прежнему 500 очков.

### Сверх

#### Бег с препятствиями
Отличается от игры на обычном тем, что необходимое количество очков для квалификации повысилось до 500, а дистанция стала жёстче.

#### Стометровка
Отличается от игры на тяжёлом тем, что необходимое количество очков для квалификации повысилось до 400, время уменьшилось до 18 секунд.

#### Плавание
Отличается от игры на тяжёлом тем, что необходимое количество очков для квалификации повысилось до 500, а при взятии звезды своих бонусов выпадает вдвое меньше.

#### Дискобол
Отличается от игры на тяжёлом тем, что необходимое количество очков для квалификации повысилось до 400, заштрихованная область такая же как на жёстком.

#### Лыжный спорт
Отличается от игры на тяжёлом тем, что необходимое количество очков для квалификации повысилось до 200, а дистанция стала жёстче.

#### Прыжки с шестом
Отличается от игры на тяжёлом тем, что необходимое количество очков для квалификации повысилось до 400.

#### Тяжёлая атлетика
Отличается от игры на тяжёлом тем, что необходимое количество очков для квалификации повысилось до 650, время по-прежнему 40 секунд. С таким раскладом, нужно обязательно выбросить штангу (что не обязательно на лёгком) и по возможности сделать это первым.

#### Прыжки с тарзанки
Отличается от игры на тяжёлом тем, что необходимое количество очков для квалификации повысилось до 650.

#### Удар молотом
Отличается от игры на тяжёлом тем, что необходимое количество очков для квалификации повысилось до 800, время по-прежнему 15 секунд.

#### Полёт
Отличается от игры на тяжёлом тем, что необходимое количество очков для квалификации повысилось до 550, штрафных очков, которые нужно погасить уже 300, а самолёт бросает шарики с ещё большей скоростью.

### Дополнительный

#### Марафон
Вид спорта, который можно вызвать, лишь введя пароль. Предлагается пробежать: 100 метров, 200 метров, 400 метров, 800 метров, 1500 метров, 10000 метров, 20000 метров, либо замахнуться на марафонскую дистанцию 42 километров 195 метров. В левом верхнем углу будет установлен секундомер, который считает не только секунды и минуты, но и часы. За каждые 100 метров дают 1 очко. Необходимое количество очков для квалификации — 80. Ограничений во времени нет.